# Galdã Boxutu Cã
Erdeniin Galdã (1644–3 de maio de 1697, em mongol:  Галдан Бошигт хаан, chinês tradicional: 噶爾丹), conhecido como Galdã Boxutu Cã (na escrita mongol:ᠭᠠᠯᠳᠠᠨ ᠪᠤᠱᠤᠭᠲᠤ ᠬᠠᠭᠠᠨGaldan bošoɣtu qaɣan) foi um cã Choros-Zungar-Oirate do Canato da Zungária. Como quarto filho de Erdeni Batur, fundador do Canato da Zungária, Galdã era descendente de Esen Taishi, o poderoso Cã Oirate da Dinastia Yuan do Norte que uniu todos os mongóis no século XV. A mãe de Galdã, Yum Aga, era filha de Güshi Cã, o primeiro rei Khoshut-Oirate do Tibete.

## Biografia e consolidação do poder

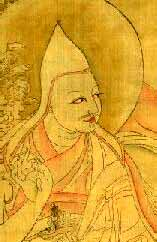
Nos seus primeiros anos, Galdã estudou em Lhasa sob a orientação espiritual do 4º Panchen Lama e do Grande 5º Dalai Lama.

Aos 7 anos, Galdã foi enviado para Lhasa para ser educado como lama sob o comando do 5º Dalai Lama no Mosteiro de Tashilhunpo. Ele passou 20 anos estudando cânones budistas, filosofia, astronomia, astrologia e noções básicas de medicina e farmacologia. Nesse sentido, ele foi um dos reis mais bem educados da história da Mongólia.
Ele apoiou a reivindicação de seu irmão Sengge ao título de Cã dos Zungares contra as pretensões de seus meio-irmãos Tseten e Tsodba Batur. Com o apoio de Ochirtu Cã do Khoshuud, Sengge solidificou o seu governo em 1661. No entanto, os dois irmãos nunca desistiram das suas aspirações reais e, em 1670, Tsetsen assassinou Sengge num golpe de família. Quando a mãe de Galdã , Amin-Dara, chegou a Lhasa para informar Galdã da morte de Sengge, Galdã imediatamente renunciou ao seu status de lama e rapidamente retornou ao Vale Irtixe para vingá-lo. Depois de derrotar Tseten e Tsodba Batur em 1671, o Dalai Lama nomeou Galdã Hongtaiji "Príncipe Herdeiro".
Após a morte de Sengge, Galdã tomou como noiva sua viúva Anu-Dara, neta de Ochirtu. O conflito dentro da família logo irrompeu novamente quando Ochirtu, temendo a popularidade de Galdã, apoiou o tio e rival de Galdã, Choqur Ubashi . Em 1678, Galdã forçou Ochirtu a fugir para Kokonur e estabeleceu a hegemonia sobre os Oirates. No ano seguinte, o Dalai Lama concedeu-lhe o título mais elevado de Boxutu (ou Boshughtu) Cã, ou "Cã Divino".

## Altishahr e os Cazaques
Os imãs da linhagem Naqshbandi substituíram os cãs Chagatai no início do século XVII. Após a derrota do Khoja da Montanha Branca, seu governante exilado Afaq Khoja abordou o 5º Dalai Lama para assistência militar em 1677. A pedido deste último, Galdã derrubou o Khoja da Montanha Negra na conquista Zungar de Altishahr e instalou Afaq como seu governante cliente lá. Galdan decretou que os turcomanos seriam julgados pela sua própria lei, exceto em casos que afetassem o Canato da Zungária. Os Zungares mantiveram o controle da Bacia do Tarim até 1757.
Em 1680, o Quirguistão Negro atacou o Mogulistão e ocupou Yarkant. Os habitantes de Yarkant pediram ajuda a Galdã Cã. Os Zungares conquistaram Kashgar e Yarkant e Galdã teve seu governante escolhido por seus habitantes. Então ele invadiu o norte da montanha Tengeri, no atual Cazaquistão, no ano seguinte; ele derrotou os cazaques de Tauke Cã, mas não conseguiu tomar Sayram. Ele conquistou Turfan e Hami no ano seguinte. Em 1683, os exércitos de Galdan sob o comando de Rabtan alcançaram Tashkent e Syr Darya e esmagaram dois exércitos dos Cazaques. Depois disso, Galdã subjugou os Quirguizes Negros e devastou o Vale de Fergana. A partir de 1685, as forças de Galdã pressionaram agressivamente os cazaques. Enquanto seu general Rabtan tomou Taraz, e sua força principal forçou os cazaques a migrar para o oeste.
Em 1687, ele sitiou o Turquestão, um importante centro de peregrinação dos cazaques muçulmanos, mas não conseguiu tomá-lo.

## Rivalidade com os Calcas
No início, os mongóis Calcas e Oirates eram aliados, sujeitos às disposições do código Mongol-Oirate. Para cimentar esta união, Galdã tentou aliar-se a Zasaghtu Cã Shira que perdeu parte de seus súditos para Tushiyetu Cã Chakhundorji, e mudou sua horda para perto das montanhas Altai. Tushiyetu Cã atacou a ala direita dos Calcas e matou Shira em 1687. Galdã despachou tropas sob o comando de seu irmão mais novo, Dorji-jav, contra Tushiyetu Cã no ano seguinte, mas eles acabaram sendo derrotados e Dorji-jav foi morto na batalha que se seguiu. Chakhundorji assassinou Degdeehei Mergen Ahai do Zasaghtu Cã que estava a caminho de Galdã. A corte Qing interveio e convocou todos os nobres mongóis para organizar uma conferência.
Para vingar a morte de seu irmão e expandir sua influência sobre outras áreas mongóis, Galdã preparou-se para a guerra com o Calca do leste da Mongólia. Galdã estabeleceu uma relação amigável com o czarismo da Rússia, que estava em guerra com Tushiyetu Cãpor territórios próximos ao lago Baical, no norte de Calca. Unidos por um interesse comum em derrotar Calca, tanto Galdã quanto os russos atacaram e conquistaram simultaneamente a maior parte dos territórios de Calca. Armado com armas de fogo superiores fornecidas pelos russos, Galdã atacou as terras do falecido Zasaghtu Cã, e avançou para o domínio de Tushiyetu Cã. Enquanto isso, os cossacos russos atacaram e derrotaram o contingente de 10.000 Khalkha perto do Lago Baical. Em 1688, após duas batalhas sangrentas com os Zungares na atual Mongólia central, no Mosteiro Erdene Zuu e em Tomor, Tushiyetu Khan e seu filho Galdandorji fugiram para o rio Ongi.
Agindo desafiando ordens contrárias do Imperador Kangxi e do 5º Dalai Lama, ele entrou no território Calca em 1688. Os Zungares ocuparam a terra natal dos Calcas e forçaram Jibzundamba Zanabazar a fugir. A corte Qing fortaleceu suas guarnições na fronteira norte e aconselhou os Calcas a resistir a Galdã . Depois de ser reforçado por novas tropas, o Tushiyetu Cã Chakhundorji contra-atacou os Zungares e lutou com eles perto do Lago Olgoi em 3 de agosto de 1688. Os Oirates venceram após uma batalha de 3 dias. A conquista de Calca na Mongólia por Galdã fez com que Zanabazar e Chakhundorji se submetessem à Dinastia Qing em setembro.

## Guerra com os Qing

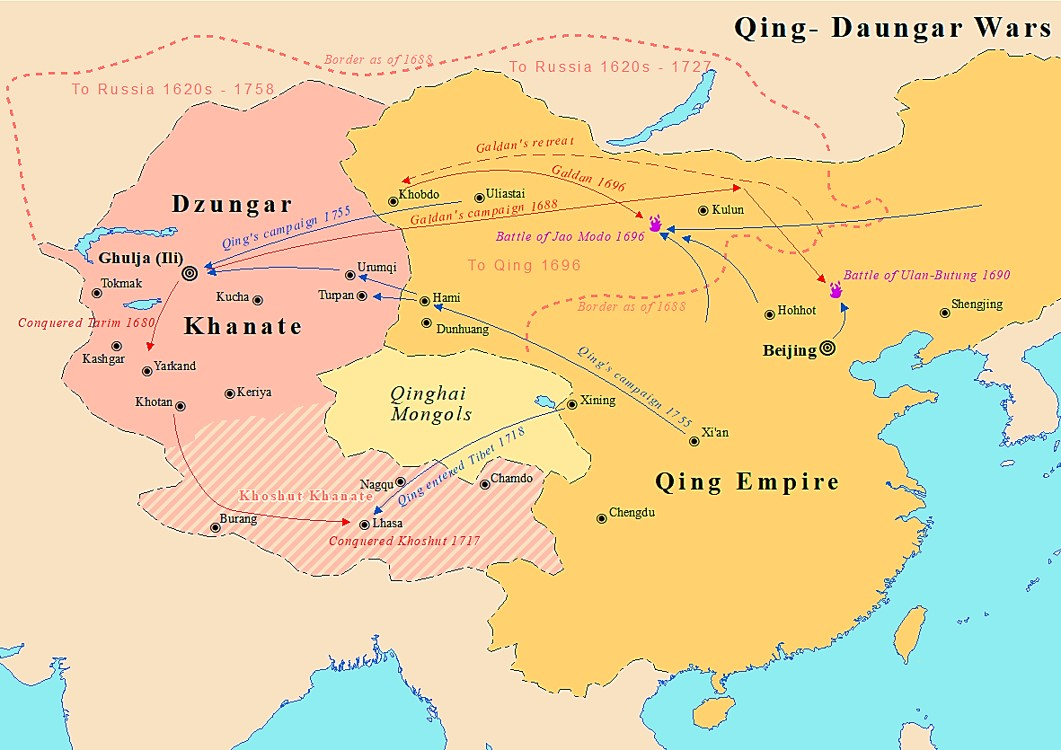
Mapa mostrando as guerras Zungares-Qing com as campanhas de Galdã

Com sua vitória em 1688, Galdã levou os Calcas aos braços dos Qing e tornou-se uma ameaça militar aos Manchus. Infelizmente para Galdã, o Imperador Kangxi era extraordinariamente vigoroso e guerreiro. Enquanto lutava na Mongólia Oriental, seu sobrinho Tsewang Rabtan assumiu o trono Zungar em 1689. Após uma série de batalhas bem-sucedidas nas montanhas Khangai, no lago Olgoi e no rio Ulahui, ele se aproximou da Grande Muralha da China. Os líderes Calcas recuaram para a Mongólia Interior com suas tropas e o território Calca caiu sob o domínio de Galdã. Os Qing o enganaram para chegar perto de Pequim dizendo que precisavam de um tratado, mas o emboscaram na batalha de Ulan Butung, que foi travada 350km diretamente ao norte de Pequim, perto das cabeceiras ocidentais do rio Liao, no extremo sul do Grande Khingan. As tropas de Galdã foram seriamente derrotadas pelas tropas Calca apoiadas pelo Exército Qing e Galdã recuou para Calca.

## Derrota e morte
Em 1696, Galdã estava no alto rio Kherlen, a leste da moderna Ulã Bator. O plano de Kangxi era liderar pessoalmente um exército a noroeste de Galdã, enquanto enviava um segundo exército do deserto de Ordos para o norte para bloquear sua fuga. Kangxi chegou a Kherlen, descobriu que Galdã havia desaparecido, mas foi forçado a voltar devido à falta de suprimentos. Em 12 de junho de 1696, no mesmo dia em que Kangxi voltou, Galdã foi desastrosamente derrotado em Zuunmod de Terelj, perto do alto rio Tuul, a leste de Ulã Bator. A esposa de Galdã, a rainha Anu, foi morta durante a batalha e os Manchus capturaram 20.000 bovinos e 40.000 ovelhas. Galdã fugiu com seus 40 ou 50 homens restantes. Ele reuniu alguns milhares de seguidores que mais tarde desertaram devido à fome. Falhando em seus objetivos de usurpar o trono de Khaan da Mongólia e nos sonhos de alcançar a grandeza e sem ter para onde ir, mas enfrentando a ameaça iminente de ser capturado pelos Manchus ou Tsewang Rabtan, ele se matou tomando veneno em 4 de abril de 1697 nas montanhas de Altai. perto de Khovd, com apenas 300 de seus seguidores hospedados com ele. Ele foi sucedido por Tsewang Rabtan, que se revoltou contra ele.
Um filho e uma filha de Galdã permaneceram na casa de Tsewang Araptan junto com um lama procurado pelo imperador Kangxi por deserção e por ajudar Galdã. Em 1698, Tsewang Araptan foi forçado a entregar os três a Pequim junto com as cinzas de Galdã, que foram então espalhadas no campo de desfile militar da cidade. Embora o lama tenha sido executado, Kangxi poupou a filha e o filho, e o outro filho de Galdã, Septen Bailsur, que estava na prisão até então. Todos foram perdoados e alojados em Pequim, onde morreram.

## Família
- Pai: Erdeni Batur Hongtaiji
- Mãe: Yum Agas Khatun
- Irmãos: Sengge khongtaiji
- Esposa: Anu Khatun
- Filhos: Sebdenbaljir taiji
- Filhas: Zunchihai, Boum

## Na cultura popular
- Galdan aparece como um personagem secundário no romance wuxia The Deer and the Cauldron, de Jin Yong. Ele se torna irmão juramentado do protagonista Wei Xiaobao e Desi Sangye Gyatso.[16]
- A letra da música "Black Thunder" da banda mongol The Hu é baseada em um poema sobre Galdã Boxutu Cã. A banda mais tarde transformou a música em "Sugaan Essena" para o videogame da EA Star Wars Jedi: Fallen Order.[17]